# Eduard Sievers
Eduard Georg Sievers (Lippoldsberg, 25 novembre 1850 – Lipsia, 30 marzo 1932) è stato un linguista e filologo tedesco, esponente della Scuola neogrammaticale che influenzò profondamente l'indoeuropeistica tra XIX e XX secolo e noto soprattutto per i suoi studi sui testi in antico sassone e antico inglese.

## Biografia
Nato a Lippoldsberg, piccolo centro del comune di Wahlsburg, Sievers insegnò alle università di Jena (1871-1883), di Tubinga (1883-1887), di Halle (1887-1892) e di Lipsia (1892-1922), dove fu rettore dal 1901 al 1902.
Esponente del movimento dei Neogrammatici, al centro delle sue ricerche furono la linguistica indoeuropea e la germanistica: curò l'edizione di numerosi testi antichi e scrisse saggi sulla grammatica storica e sulla metrica germanica, per poi elaborare la sua Schallanalyse, lo studio dei processi psichici che regolano l'elaborazione e l'emissione dei suoni, e applicarla alla critica testuale al fine di individuare paternità e cronologia dei testi.

## Opere

### Saggi
- (DE)  Untersuchungen über Tatian. Inauguraldissertation zur Erlangung der philosophischen Doctorwürde auf der Universität Leipzig, Halle, Waisenhauses, 1870
- (DE)  Grundzüge der Lautphysiologie zur Einführung in das Studium der Lautlehre der indogermanischen Sprachen, Lipsia, Breitkopf & Härtel, 1876
- (DE)  Beiträge zur Skaldenmetrik, 1878-1879
- (DE)  Angelsächsische Grammatik, Halle, Niemeyer, 1882
- (DE)  Zur Rhythmik des germanischen Alliterationsverses, 1887
- (DE)  Altgermanische Metrik, Halle, Niemeyer, 1893
- (DE)  Abriß der altenglischen (angelsächsischen) Grammatik, Halle, Niemeyer, 1895. Ora in:  Eduard Sievers, Abriß der altenglischen (angelsächsischen) Grammatik, Berlino-New York, de Gruyter, 1963, ISBN 978-3-484-40010-8. Trad. it.:  Eduard Sievers, Compendio di grammatica antico inglese, Messina, Peloritana, 1975.
- (DE)  Rede des abtretenden Rectors Dr. E. Sievers. Bericht über das Studienjahr 1901-1902, in Rectoratswechsel an der Universität Leipzig am 31. Oktober 1902, Lipsia, Edelmann, 1902
- (DE)  Metrische Studien 1901-1919
- (DE)  Rhythmisch-melodische Studien. Vorträge und Aufsätze, Heidelberg, Winter, 1912
- (DE)  Schallanalyse und Textkritik, 1922
- (DE)  Ziele und Wege der Schallanalyse. Zwei Vorträge, Heidelberg, Winter, 1924
- (DE)  Der Textaufbau der griechischen Evangelien. Klanglich untersucht, Lipsia, Hirzel, 1931

### Traduzioni e curatele
- Tatian. Lateinisch und altdeutsch mit ausfuhrlichem Glossar, Paderborn, Ferdinand Schoning, 1872
- Die Murbacher Hymnen, Halle, Waisenhauses, 1874
- Heliand, Halle, Waisenhauses, 1878
- Die althochdeutschen Glossen (con Elias Steinmeyer), Berlino, Weidmann, 1879-1922, 3 voll.
- Der Nibelunge Not. Kudrun, Lipsia, Insel, 1921
- Deutsche Sagversdichtungen des 9.-11. Jahrhunderts nebst einem Anhang. Die gotische Bergpredigt, Heidelberg, Winter, 1924